# Porcellio letourneuxi
Porcellio letourneuxi là một loài chân đều trong họ Porcellionidae. Loài này được Simon, và có thể được tìm thấy ở Bắc Phi mô tả khoa học năm 1885.